# Hidrogen comprimit
L'hidrogen comprimit (CGH₂ o CGH2) és l'estat gasós de l'element hidrogen mantingut sota pressió. L'hidrogen comprimit en tancs d'hidrogen a 250 bar i 700 bar s'utilitza per a l'emmagatzematge d'hidrogen mòbil en vehicles d'hidrogen. Es fa servir com a gas combustible.
L'hidrogen comprimit es fa servir en hidroductes i en transport d'hidrogen comprimit amb remolcs.